# Amt Grimburg

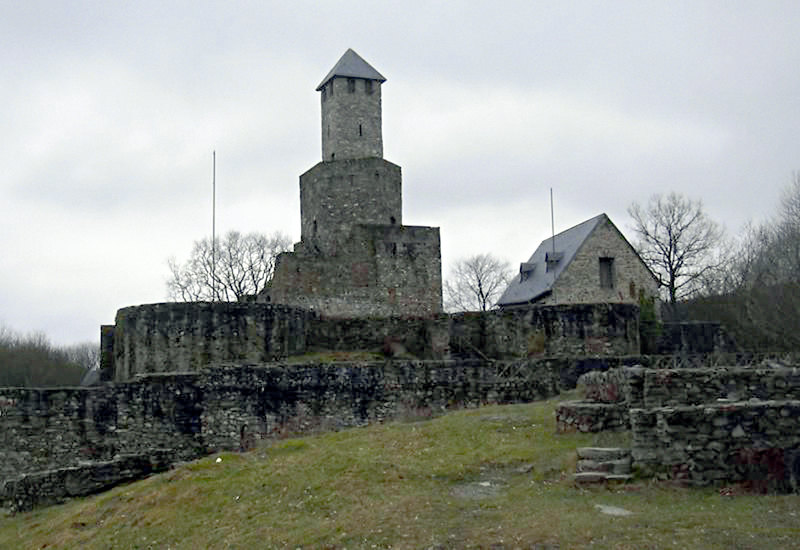
Burg Grimburg

Das Amt Grimburg war ein Verwaltungs- und Gerichtsbezirk im Kurfürstentum Trier. Es umfasste 29 Ortschaften im heutigen westlichen Rheinland-Pfalz und im nördlichen Saarland. Knapp 500 Jahre lang war die Burg Grimburg bei der heutigen Gemeinde Grimburg Verwaltungssitz und Gerichtsort des nach ihr benannten Amtes.

## Geographie
Benachbarte Ämter und Territorien waren das Amt Pfalzel (Kurtrier), das Amt Maximin (Kurtrier), das Amt Tronecken (Rheingrafen), das Amt Allenbach (Sponheim), das Oberamt Birkenfeld, das Amt Nohfelden, die Reichsherrschaft Dagstuhl, das Amt Merzig, das Amt Saarburg (Kurtrier) und die Herrschaft Franzenheim (im Uhrzeigersinn).

## Geschichte
Kern der Organisation des Erzstiftes Trier im Hochmittelalter waren die Landesburgen, darunter die Burg Grimburg. Sie sicherten die Macht des Erzstiftes und wurden durch Burggrafen geleitet. Im 14. Jahrhundert entstand eine Ämterorganisation. Kurfürst Balduin von Luxemburg bildete nach französischem Vorbild eine Ämterverwaltung. An der Spitze der Ämter stand nun ein Amtmann. Diese Ämterbildung war nicht ein einzelner Akt, sondern wurde in einer Vielzahl von einzelnen Schritten unter Berücksichtigung der lokalen Besonderheiten vorgenommen. Als drittältestes Amt Kurtriers wurde das Amt Grimburg im Jahr 1328 erstmals urkundlich erwähnt.
Die Verwaltung des Amtes Grimburg kam um 1690 zum kurfürstlichen Hof in Lascheid bei Hermeskeil.
Bis 1748 war die Herrschaft Eberswald, die aus den Dörfern Sötern, Schwarzenbach, Braunshausen und Otzenhausen bestand, ein Kondominium zwischen Kurtrier und den Herren von Dürkheim zu Soetern. 1748 wurde die Gemeinschaft per Realteilung aufgelöst: Trier verzichtete auf alle Rechte an Soetern und Schwarzenbach und erhielt dafür den uneingeschränkten Besitz an Braunshausen und Otzenhausen. Diese beiden Orte wurden dem Amt Grimburg und der Pflege Reinsfeld zugeordnet.
Mit der Einnahme des Linken Rheinufers durch französische Revolutionstruppen wurde das Amt nach 1794 aufgelöst. In der Franzosenzeit gehörte das Gebiet zum Kanton Hermeskeil.

## Zugehörige Orte
Das Amt teilte sich in die Pflegen Reinsfeld (17 Orte) und Kell (12 Orte) auf. An der Spitze beider Pflegen stand jeweils ein Pflegeschultheiß.
1. Bescheid (Pflege Reinsfeld)
2. Beuren (Pflege Reinsfeld)
3. Bierfeld (Pflege Reinsfeld)
4. Braunshausen (Pflege Reinsfeld, vormals Eberswald)
5. Geisfeld (Pflege Reinsfeld)
6. Gusenburg (Pflege Reinsfeld)
7. Hermeskail, heutiger Name: Hermeskeil (Pflege Reinsfeld)
8. Hinzert (Pflege Reinsfeld)
9. Holzerath (Pflege Kell)
10. Kell, heutiger Name: Kell am See (Pflege Kell)
11. Confeld, heutiger Name: Konfeld (Pflege Kell)
12. Malborn (Pflege Reinsfeld)
13. Manderen, heutiger Name: Mandern (Pflege Kell)
14. Mitlosheim (Pflege Kell)
15. Morsholz, heutiger Name: Morscholz (Pflege Kell)
16. Nonweiler, heutiger Name: Nonnweiler (Pflege Reinsfeld)
17. Ollmuth (Pflege Kell)
18. Otzenhausen (Pflege Reinsfeld, vormals Eberswald)
19. Pölert (Pflege Reinsfeld)
20. Rappweiler (Pflege Kell)
21. Rascheid (Pflege Reinsfeld)
22. Reinsfeld (Pflege Reinsfeld)
23. Sauscheid, heutiger Name: Grimburg (Pflege Reinsfeld)
24. Steinberg (Pflege Kell)
25. Sitzert, heutiger Name: Sitzerath (Pflege Reinsfeld)
26. Theilen, heutiger Name: Thailen (Pflege Kell)
27. Wadrill (Pflege Reinsfeld)
28. Weiskirchen (Pflege Kell)
29. Zwollbach, heutiger Name: Zwalbach (Pflege Kell)